# Свети Йоан Предтеча (Джами махала)
„Свети Йоан Предтеча“ (на гръцки: Τιμίου Προδρόμου) е православна църква в сярско село Джами махала (Кувуклия), Егейска Македония, Гърция, енорийски храм на Сярската и Нигритска епархия на Вселенската патриаршия.
Църквата е разположена в центъра на селото. Построена е в 1978 година на основите на по-стар храм, разрушен от земетресението в същата година. В архитектурно отношение е кръстокуполен храм. Осветена е на 6 октомври 2001 година от митрополит Максим Серски и Нигритски.